# 嶋田暁文
嶋田 暁文（しまだ あきふみ、1973年 - ）は、日本の行政学者。九州大学大学院法学研究院教授、自治体学会副理事長。

## 人物・経歴
島根県安来市生まれ。島根県立松江南高等学校を経て、中央大学法学部卒業後、1999年地方自治総合研究所非常任研究員。今村都南雄に師事し、2002年中央大学大学院法学研究科博士後期課程単位取得退学、日本学術振興会特別研究員。
2004年九州大学大学院法学研究院助教授。2016年柳川市都市計画審議会委員。2018年九州大学大学院法学研究院教授、宇美町行政改革審議会会長。2019年コミュニティ政策学会理事。
2020年国土交通省半島振興の在り方に関する検討会委員、農林水産省新しい農村政策の在り方に関する検討会委員、太宰府市自治基本条例審議会会長、宇美町町民憲章審議会会長、日本行政学会理事、日本公共政策学会理事。
2021年法政大学ボアソナード記念現代法研究所客員教員。2022年自治体学会副理事長。2023年日本地方自治学会監事、2024年度日本公共政策学会企画委員長、2024年日本行政学会年報委員長。専門は行政学、地方自治論、公共政策論。

## 著書
- 『ポストモダンの行政学：複雑性・多様性とガバナンス』有斐閣 2024年
- 『みんなが幸せになるための公務員の働き方』学芸出版社 2014年
- 『分権危惧論の検証』（木佐茂男と共編著）公人の友社 2015年
- 『地方自治の基礎概念 : 住民・住所・自治体をどうとらえるか?』（阿部昌樹, 木佐茂男と共編著）公人の友社 2015年
- 『自治制度の抜本的改革 : 分権改革の成果を踏まえて』（阿部昌樹, 田中孝男と共編）法律文化社 2017年